# Tanabi Esporte Clube
O Tanabi Esporte Clube é um clube brasileiro de futebol de Tanabi, interior de São Paulo. Foi fundado em 18 de dezembro de 1942 e suas cores são verde e branco. Atualmente disputa a Série A4 do Campeonato Paulista, equivalente à quarta divisão.

## História
O Tanabi participou pela primeira vez do Campeonato Paulista de Futebol em 1956, quando se profissionalizou, e logo no seu primeiro ano como time profissional, torna-se campeão da Terceira Divisão (atual A3). Era apenas o primeiro passo de uma carreira de glórias que orgulha a cidade até hoje. 
A partida final de desempate entre Tanabi e Elvira, do campeonato de 1956 que terminou em 1957, foi designada para a cidade de Araraquara, onde o Tanabi se sagrou campeão.
Entre 1973 e 1998, numa sequência ininterrupta com 24 participações, chegou ao seu apogeu nos anos 1980, quando a equipe se aproximou várias vezes do acesso à elite do futebol paulista, a atual Série A1. Entre 1981 e 1993, foi frequentador assíduo da divisão de acesso, a Segunda Divisão (atual A2). Em 2024, a cidade de Tanabi foi uma das sedes da Copa São Paulo de Futebol Júnior.

### Túlio Maravilha
Em 2012, o atacante Túlio Maravilha passou pelo Tanabi, em busca do seu milésimo gol. Com 42 anos, Túlio entrou em campo pelo Tanabi em cinco ocasiões diferentes e anotou cinco gols contra times amadores. Em partidas oficiais, o atleta não correspondeu às expectativas e deixou o gramado sem balançar as redes na Série B, a segunda divisão do Paulista.

### Viola
Em 2013, o atacante Viola, então com 44 anos, que atuava em partidas de showbol, foi contratado pelo Tanabi.

### Marco Antônio Boiadeiro
Após contratar Viola, o clube trouxe Marco Antônio Boiadeiro, que, aos 47 anos, largou a aposentadoria que já durava 13 anos, para voltar a treinar e jogar profissionalmente.

### Salvador Cabañas
Em 2014, o presidente do clube Irineu Alves Ferreira Filho viajou de carro até Itaguá, no Paraguai, para assinar contrato com o atacante paraguaio Cabañas, que estava fora do futebol há quatro anos, desde o tiro que levou na cabeça. Cabañas assinou com o Tanabi por três meses, para fazer três partidas pelo clube. O jogador foi apresentado no dia 1 de abril de 2014, em um trio elétrico.
Sua estreia e única partida foi em 18 de maio, em um jogo amistoso com o Grêmio Barueri terminado em 2x2, com o atacante perdendo um pênalti no último minuto.
Sem os documentos necessários, Salvador Cabañas não pôde ser inscrito pelo Tanabi na Federação Paulista de Futebol (FPF) e entrar em campo pela quarta divisão estadual.

### Acesso à Série A4 paulista
Em 2025, o Tanabi conquistou o acesso à Série A4 após empatar o primeiro jogo com o Independente-SP por 1 a 1 e vencer o segundo por 1 a 0. 

## Títulos
Estaduais
- Campeonato Paulista - Série A3 - Campeão: 1956
- Campeonato Paulista - Série A4 - Vice-campeão: 2003

Categorias de base
- Campeonato Paulista Sub-20 - Segunda divisão: Campeão (2000)
- Campeonato Paulista Sub-20 - Segunda divisão: Vice-campeão (2009 e 2014)

## Estatísticas

### Participações
|  | Participações em 2025 |

| Competição | Competição         | Temporadas | Melhor campanha     | Anos                                                          | A | R |  |
| São Paulo  | Série A2           | 15         | 3º colocado (1985)  | 1957-1958 e 1981-1993                                         | – | 1 |  |
| São Paulo  | Série A3           | 10         | Campeão (1956)      | 1956, 1964-1966, 1973-1976, 1980 e 1994                       | 2 | 2 |  |
| São Paulo  | Série A4           | 16         | Sem dados           | 1977-1979, 1995-1996, 2005-2006, 2009, 2011-2016, 2020 e 2023 | 1 | 1 |  |
| São Paulo  | Segunda Divisão    | 6          | Finalista (2025)    | 1998-2000, 2004 e 2024-2025                                   | 1 | 1 |  |
| São Paulo  | Série B3 (extinta) | 3          | Vice-campeão (2003) | 2001-2003                                                     | 1 |   |  |

### Últimas dez temporadas
Legenda:
| Campeão Vice-campeão Eliminado nas semifinais | Classificado à fase de grupos da Copa Libertadores Classificado à fase preliminar da Copa Libertadores Classificado à Copa Sul-Americana | Campeão do Campeonato do Interior Rebaixado à divisão inferior Campeão e promovido à divisão superior Vice-campeão e/ou promovido à divisão superior |